# Rineloricaria latirostris
Rineloricaria latirostris är en fiskart som först beskrevs av Boulenger, 1900.  Rineloricaria latirostris ingår i släktet Rineloricaria och familjen Loricariidae. Inga underarter finns listade i Catalogue of Life.